# Orografia

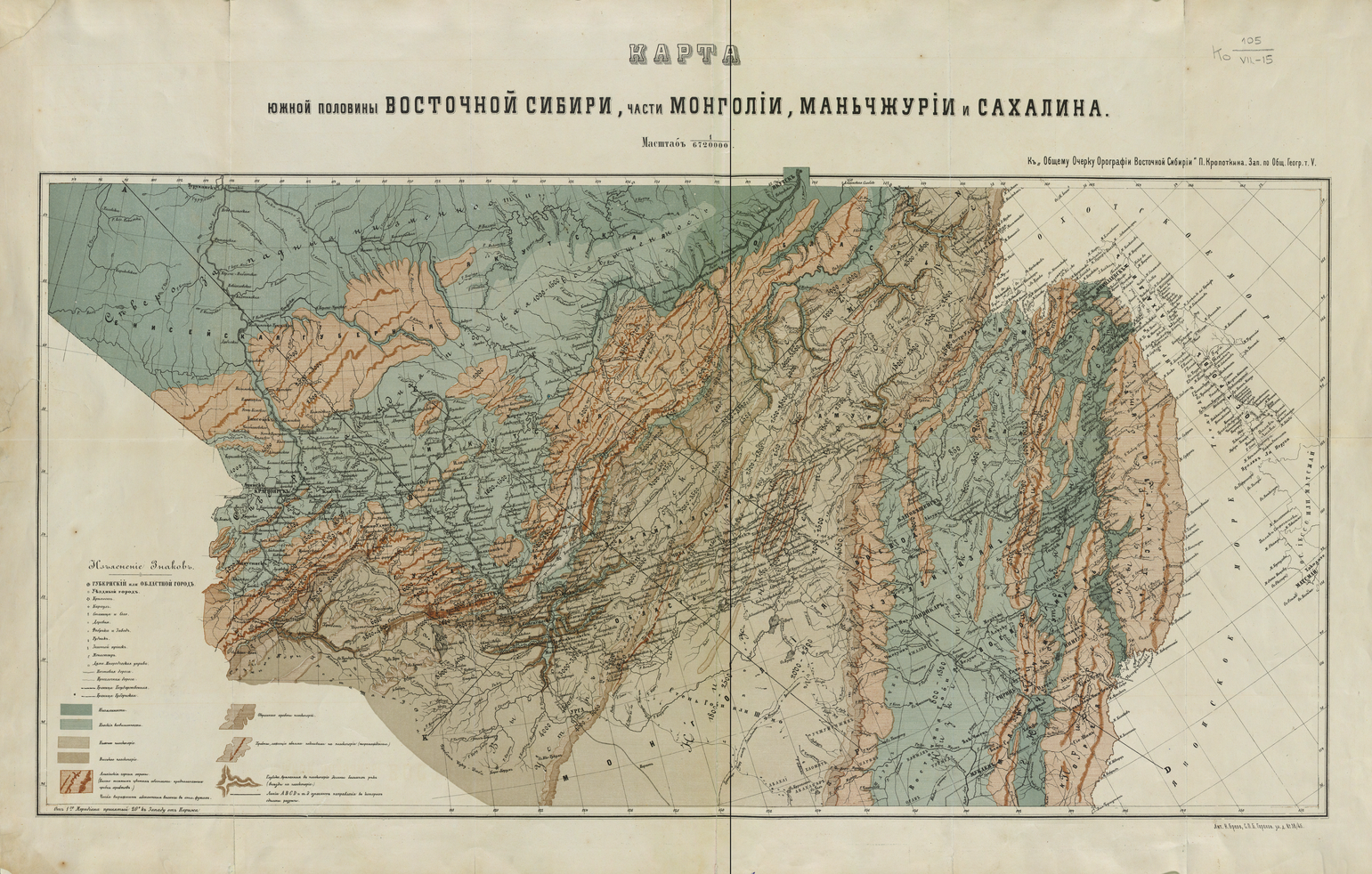
Un mapa orogràfic de l'est de Sibèria fet per Peter Kropotkin el 1875

L'orografia (dels mots grecs όρος, 'turó', i γραφία, 'escriure') és la part de la geografia física, i també de la geomorfologia, que estudia el relleu, i la seva estructuració en una regió determinada.
És la part de la geografia física que tracta de les muntanyes i en descriu la morfologia, l'estructura i l'evolució i en fa la representació cartogràfica. També en referència al conjunt de les muntanyes d'un territori: els Pirineus i les serralades costaneres configuren l'orografia catalana. Representació gràfica d’una muntanya o d’un relleu.
En geomorfologia general, l'orografia és la branca de la geografia física que tracta de la disposició, caràcter topogràfic, formació i estructura de les muntanyes, cadenes, serralades i sistemes muntanyosos, i en fa la representació cartogràfica. en orography; es orografía; fr orographie.
L'estudi d'un territori pot començar de moltes maneres, però és molt normal partir del coneixement del relleu, perquè és la base i el suport de la resta d'elements del paisatge, és el substrat sobre el qual s'aguanten els altres components i és l'element que es modifica més lentament. Cal diferenciar l'estudi de la història geològica i l'estudi del relleu. Els geòlegs estudien l'evolució del rocam i del relleu al llarg de milions d'anys i aquest estudi és important per entendre la formació del relleu actual.

## Diferència entre orografia i topografia
L'orografia és un estudi específic de les característiques i la "topografia" de les muntanyes: la branca de la geografia física que tracta la formació i les característiques de les muntanyes. Els científics que estudien la Terra es poden referir a grups de muntanyes o serralades com a "orògens". L'orografia cau de manera més àmplia en l'estudi de la geomorfologia, que no necessàriament es limita a les característiques superficials, com en el cas de la topografia. Per als científics, la topografia és l'estudi de les característiques superficials de la Terra (o d’un altre planeta) i inclou totes les característiques d’aquesta superfície, naturals o artificials.

## Mapa orogràfic o del relleu
Mapa que representa i destaca principalment l’orografia i les formes del relleu mitjançant qualsevol dels diversos mètodes cartogràfics disponibles.

Mapa orogràfic del municipi mexicà de Zapopan, JAL.

Des de sempre, en conèixer i descriure la Terra, les serralades, els pendents, les altituds i, en general, la fisiografia o les formes del territori han estat considerades d'una manera preferent […] determinant el propi clima, la hidrografia, la vegetació, els desplaçaments, els assentaments i l'aprofitament del sòl, etc. No és pas d'estranyar, doncs, que els mapes més antics ja prestessin una gran atenció a aquest fet morfològic (el relleu), utilitzant variades estratègies d'expressió cartogràfica per tal d'evocar i precisar amb la major eficàcia l'aspecte orogràfic del territori.

## Orografia: factor climàtic
La influència de la orografia sobre les precipitacions és important. Mentre que als vessants a sobrevent els processos d'ascendència forçada de les masses d'aire originen un increment de les pluges que superen amb amplitud el dels territoris plans al seu voltant, a sotavent de les mateixes muntanyes les quantitats de pluja decreixen, i per l'acció d'abric de les muntanyes, poden arribar a formar-se veritables deserts. La influència del relleu s'accentua depenent de la perpendicularitat de les muntanyes o serralades respecte dels vents humits, com és el cas de les Rocoses o els Andes i els deserts de Nevada i Sonora i el de la Patagònia respectivament.
Les precipitacions orogràfiques es produeixen quan l'ascensió de la massa d'aire és provocada per una barrera muntanyosa disposada més o menys perpendicular al flux del vent. De vegades n'hi ha prou amb un petit canvi de rugositat en la superfície (relleu). Només pel fet de passar de mar cap a terra, l'aire superficial es frena, s'acaramulla i a la fi s'eleva, amb uns efectes semblants als produïts per una barrera orogràfica.
La complexitat dels fenòmens meteorològics que tenen lloc en zones de muntanya, a diferència d'altres regions amb menys relleu, és considerable. Primer de tot hem de destacar la complexitat de la interacció dels fluxos d’aire amb l’orografia, com per exemple els vents de component nord amb els Pirineus. Sovint aquests episodis a l’hivern s’associen a vents forts i nevades només al vessant nord. Però els fenòmens que pot generar un flux d’aquest tipus depenen de la combinació de múltiples factors i poden ser de naturalesa diversa: precipitació orogràfica al vessant de sobrevent, formació d’ones de muntanya a sotavent, formació del dipol orogràfic, bloqueig d’aire i forts vents paral·lels a la serralada a causa del gradient de pressió, pas de nevades intenses al sud del país, efecte foehn (la gavatxa o fogony).
L'orografia també té un gran impacte en el clima global; per exemple, l'orografia de l'est d'Àfrica determina substancialment la força del monsó indi. El relleu és un factor climàtic que fa el paper de pantalla, especialment influent en les pluges i altres meteors.

## Dipol orogràfic
Les muntanyes i el terreny genèricament anomenat complex modifiquen el clima i el temps meteorològic a totes les escales. Els factors dinàmics actuen a escala planetària, sinòptica, regional i local. Quan els fluxos atmosfèrics interaccionen amb les serralades totes les variables atmosfèriques es veuen modificades respecte les condicions en l’atmosfera lliure o les planes adjacents.
Avui sabem que el fregament (drag) entre el corrent aeri i l’orografia és prou fort per provocar un dipol d’anomalia de pressió ben sensible, amb alta a sobrevent i baixa a sotavent, exagerat hidrostàticament pel bloqueig de l’aire a sobrevent quan l’aire incident és fred (Bessemoulin et al., 1993). El dipol orogràfic és essencial en la distribució dels vents locals, i proporciona acceleracions i frenades espectaculars (Campins et al., 1995; Campins, 1998).